# Find Me
Find Me é o extended play de estreia da cantora e artista do Youtube Christina Grimmie, lançado em 14 de junho de 2011 para download digital de forma independente. Ele estreou na 35ª posição da Billboard 200, parada de álbuns oficial dos Estados Unidos, e entre em #11 na Billboard Digital Albums.
O primeiro single do álbum foi "Advice", lançado na Rádio Disney em 11 de junho de 2011. Na época do lançamento do disco, "Liar Liar" estreou em #15 na Billboard Top Heatseekers, e foi mais tarde lançada como segundo single.

## Faixas
Todas as faixas escritas e compostas por Christina Grimmie, exceto quando registrado. 
| N.º | Título            | Compositor(es)                                           | Duração |  |
| 1.  | "Ugly"            |                                                          | 3:09    |  |
| 2.  | "Unforgivable"    | Christina Grimmie, Ethan Roberts                         | 3:53    |  |
| 3.  | "Advice"          | Christina Grimmie, Ethan Roberts                         | 3:35    |  |
| 4.  | "King of Thieves" | Aimée Proal, Jens Gad, Vincent Stein, Konstantin Scherer | 4:30    |  |
| 5.  | "Not Fragile"     |                                                          | 3:31    |  |
| 6.  | "Find Me"         |                                                          | 3:36    |  |
| 7.  | "Liar Liar"       | Christina Grimmie, Ethan Roberts                         | 3:26    |  |
| 8.  | "Counting"        |                                                          | 3:19    |  |

## Paradas musicais
| Parada (2011)                   | Melhor posição |
| ------------------------------- | -------------- |
| Estados Unidos (Billboard 200)  | 35             |
| Estados Unidos (Digital Albums) | 11             |